# Tela di Jouy

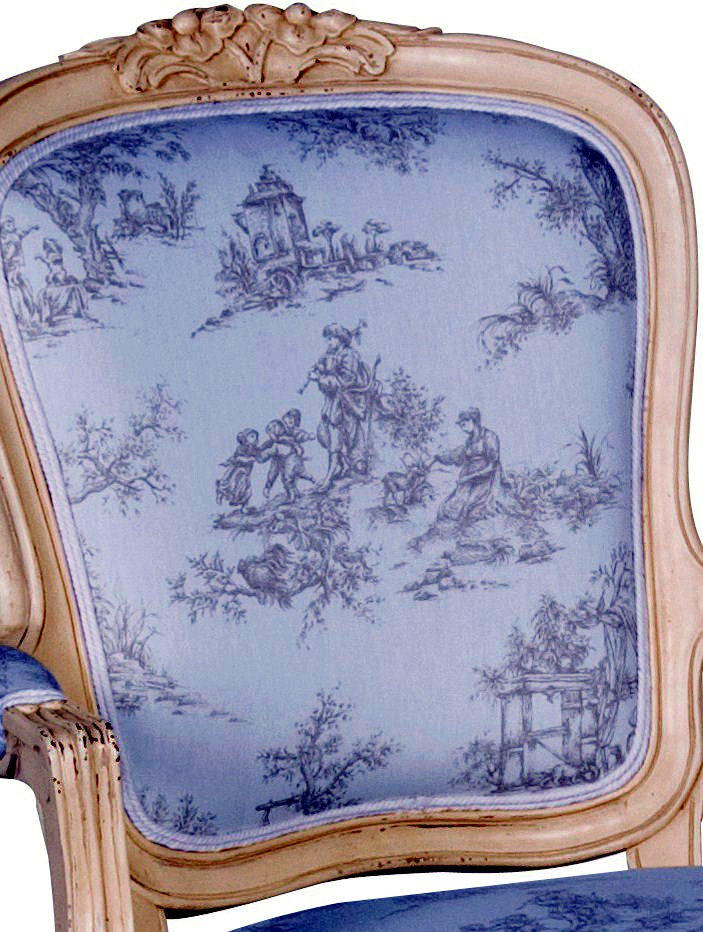
Tela di Jouy tesa su una poltrona.

Ai giorni nostri, la tela di Jouy è un tessuto di cotone detto "indienne" sul quale sono rappresentati personaggi con decori o paesaggi. I disegni sono per lo più monocromi, rosso o viola su ecru o sfondo color seppia, ma può essere declinata in altri colori, rosa, azzurro o blu, chiare o scure verdi o beige o grigio. A volte, i colori sono invertiti, vale a dire che possiamo avere disegni di colore Écru o bistro su sfondi colorati.

## Storia
In origine, questo tipo di tela è stato creato nei laboratori della fabbrica fondata nel 1760 da Christophe Philippe Oberkampf nella città di Jouy-en-Josas (attualmente in Yvelines in Francia). Il luogo è stato scelto per la presenza del fiume Bièvre e le sue qualità chimiche che favoriscono il lavaggio delle tele. Questa fabbrica divenne ben presto uno dei più importanti indienneries del XVIII secolo e ha lasciato il suo nome nella storia delle arti decorative. 
È soprattutto la varietà dei suoi motivi stampati che fa la sua reputazione, grazie ad artisti, pittori famosi, come Jean-Baptiste Huet. 
Ciò che è noto oggi come tela di Jouy è in realtà solo una piccola parte delle produzioni della manifattura. Oberkampf produceva anche tessuti policromi le cui decorazioni, testimoni dei gusti del tempo, erano sontuose. 
Il termine tela di Jouy non è il marchio registrato di un prodotto fabbricato solo a Jouy-en-Josas. Anche ai tempi di Oberkampf, altre fabbriche, come quelle di Mulhouse, producevano tessuti identici e il termine è diventato un nome generico. 
La tecnica utilizzata per la stampa è stata, inizialmente, l'applicazione su tele di cotone pretrattate di tavole di legno incise e tinte. Dieci anni dopo, nel 1770, le tavole di legno venivano sostituite da lastre di rame flessibili, che permettevano di disporle su fusti cilindrici e quindi di aumentare la produzione meccanizzandola. 
Le tele venivano stese nei prati attorno alla fabbrica, più volte in base al progresso della produzione, dopo il lavaggio delle stoffe nel Bievre, poi dopo l'applicazione dei prodotti di fissaggio, infine dopo la tintura.

## Galleria d'immagini

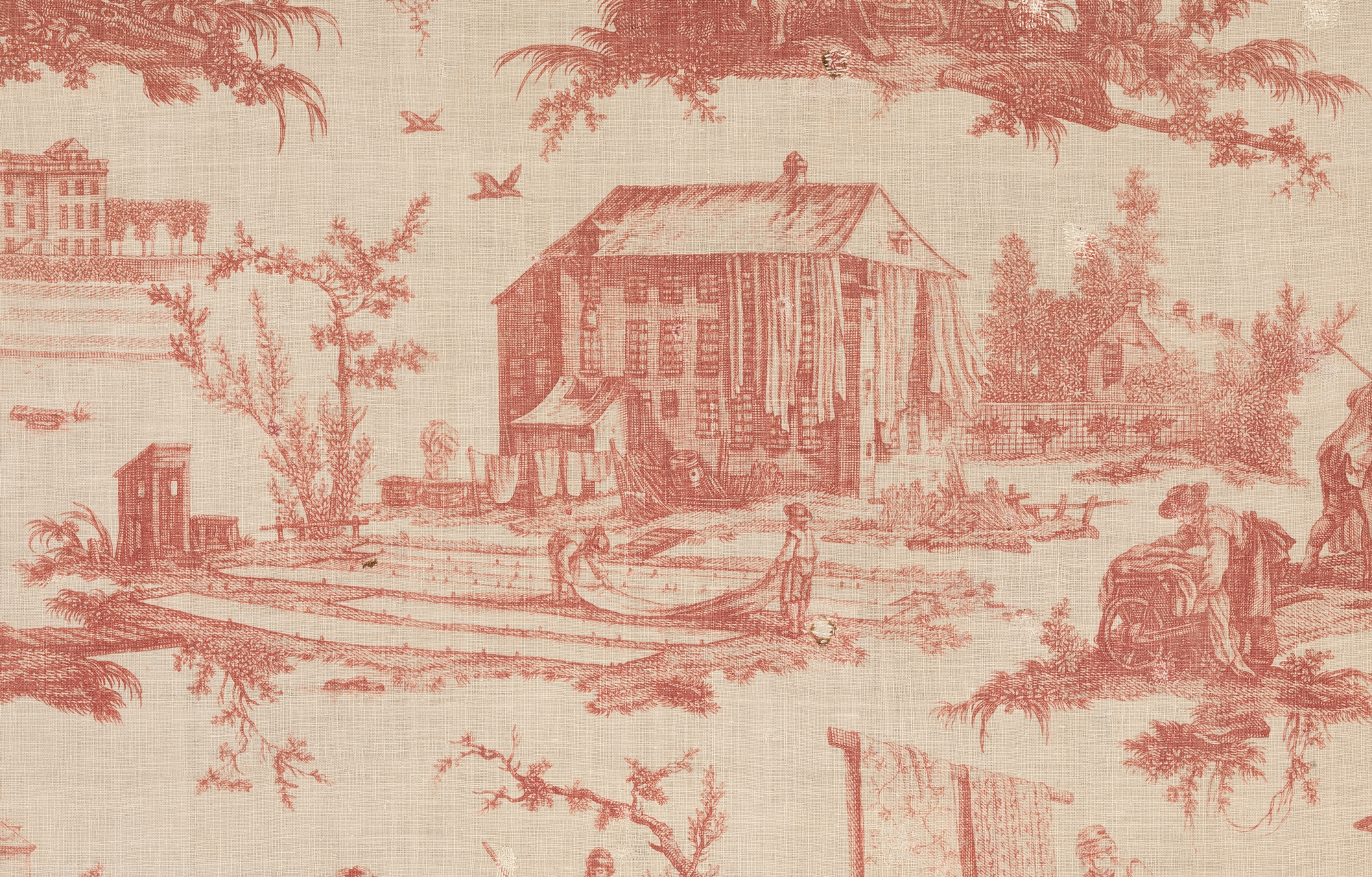
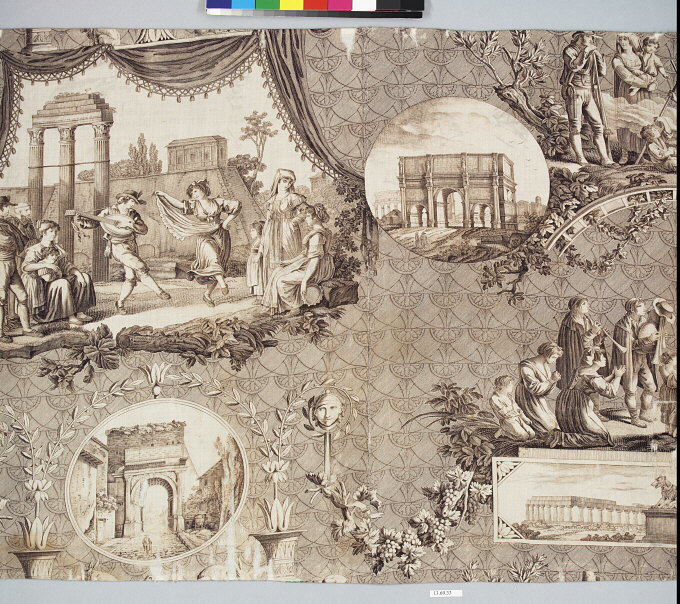
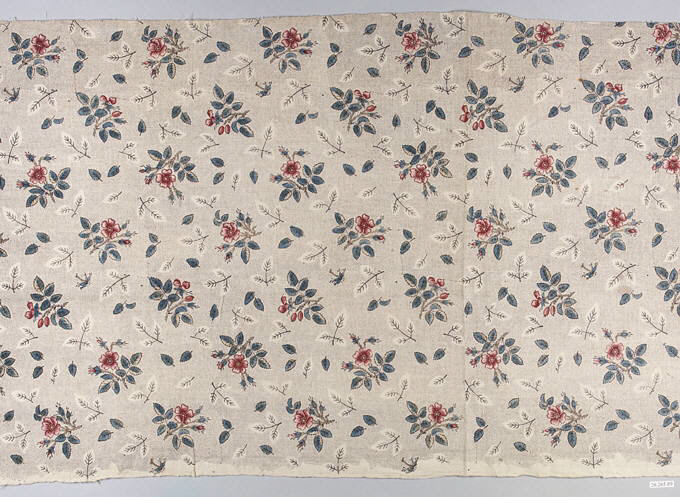
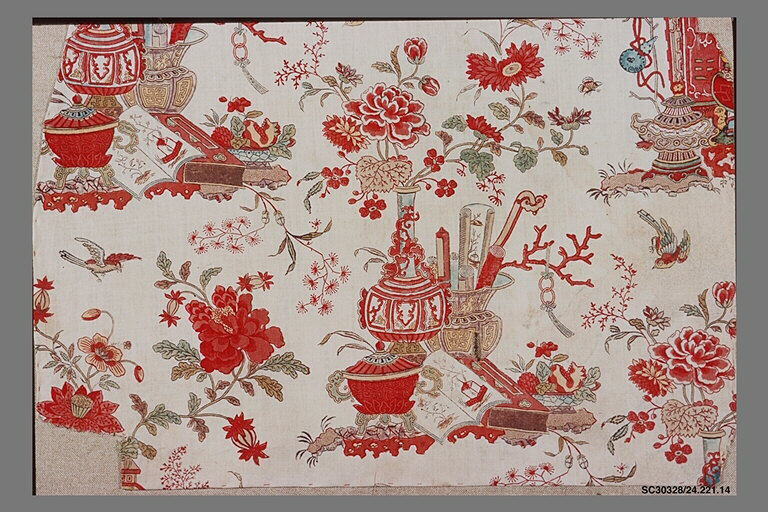
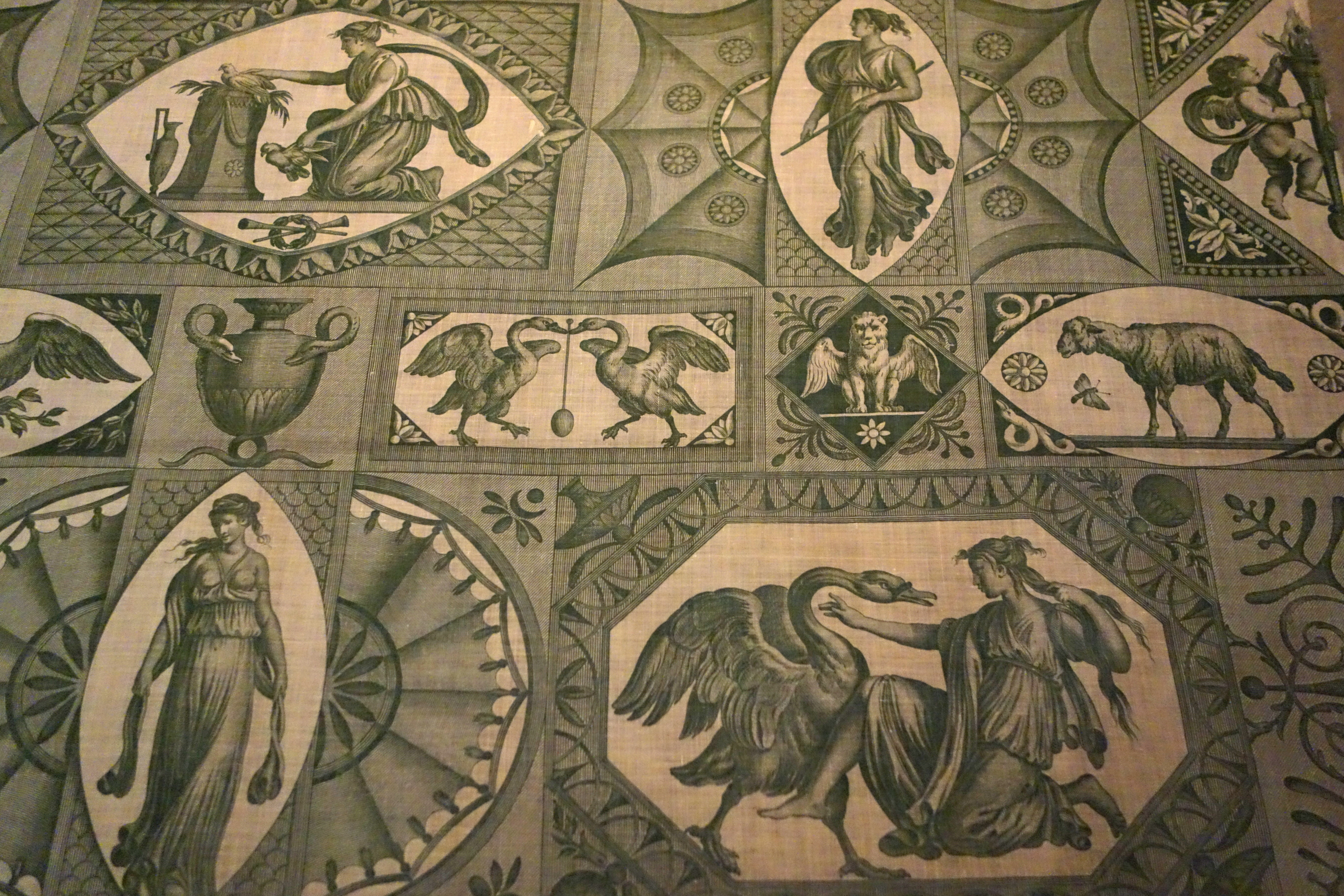
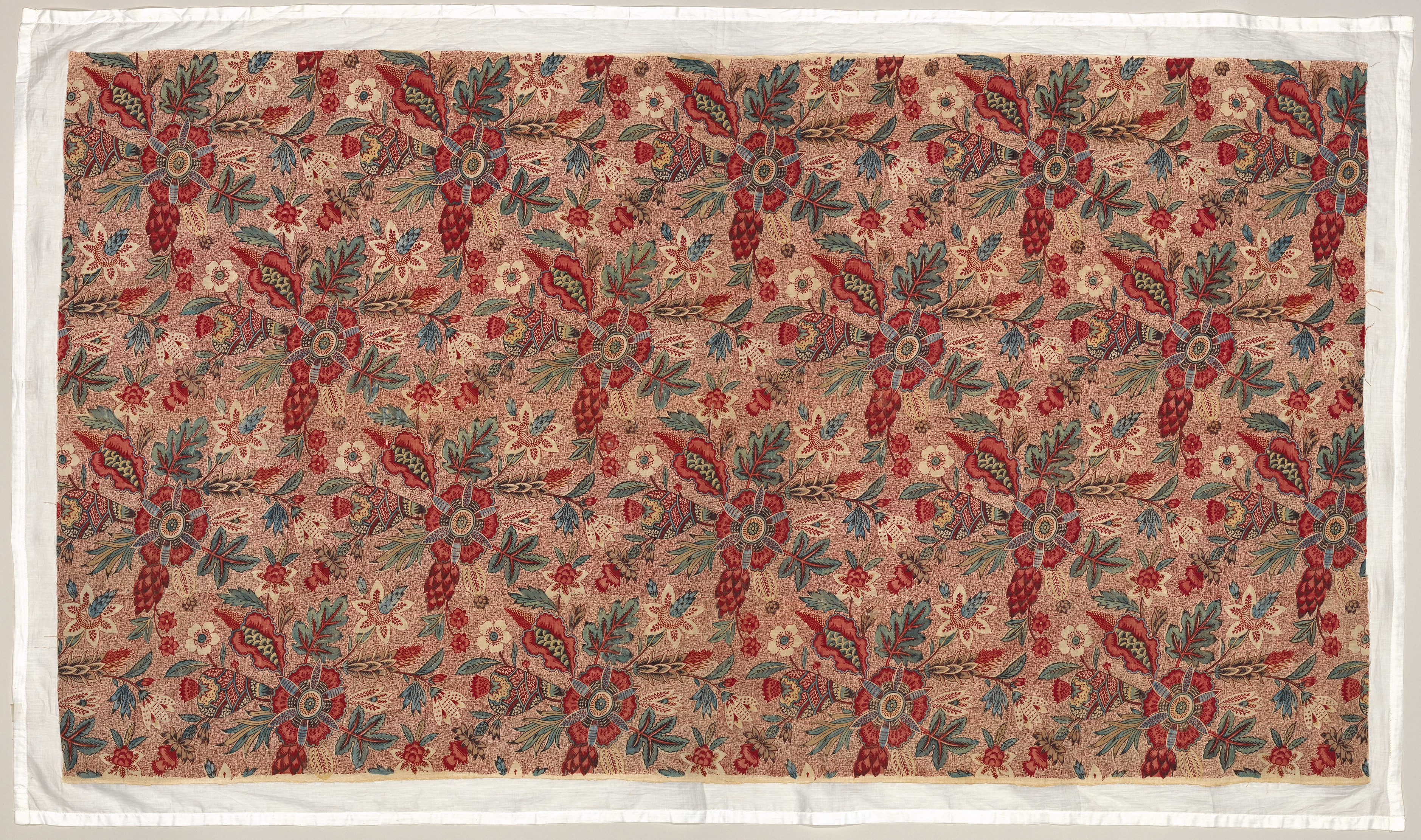